# Jánovce, Galanta
Jánovce este o comună slovacă, aflată în districtul Galanta din regiunea Trnava. Localitatea se află la altitudinea de 120 m deasupra n.m., se întinde pe o suprafață de 3,59 km2 și în 2017 număra 486 de locuitori.

## Istoric
Localitatea Jánovce este atestată documentar din 1792.

## Demografie
| An:                | 1994 | 2004   | 2014   | 2024   |
| ------------------ | ---- | ------ | ------ | ------ |
| Număr de persoane: | 421  | 449    | 492    | 515    |
| Diferență:         |      | +6,65% | +9,57% | +4,67% |

| An:                | 2023 | 2024   |
| ------------------ | ---- | ------ |
| Număr de persoane: | 511  | 515    |
| Diferență:         |      | +0,78% |